# Gård-Pertjärnarna
Gård-Pertjärnarna är en sjö i Malung-Sälens kommun i Dalarna och ingår i Dalälvens huvudavrinningsområde.